# Galeana
Galeana là một chi thực vật có hoa trong họ Cúc (Asteraceae).

## Loài
Chi Galeana gồm các loài: